# He Cihong
He Cihong (República Popular China, 6 de junio de 1975) es una nadadora china retirada especializada en pruebas de estilo espalda media y larga distancia, donde consiguió ser campeona mundial en 1994 en los 100 y 200 metros estilo espalda.

## Carrera deportiva
En el Campeonato Mundial de Natación de 1994 celebrado en Roma (Italia), ganó la medalla de oro en los 100 metros estilo espalda, con un tiempo de 1:00.57 segundos, por delante de la rusa Nina Zhivanevskaya  (plata con 1:00.83 segundos) y la estadounidense Barbara Bedford  (bronce con 1:01.32 segundos); también ganó medalla de oro en los 200 metros estilo espalda, con un tiempo de 2:07.40 segundos, por delante de la húngara Krisztina Egerszegi  y la italiana Lorenza Vigarani.